# Erik Jan Hanussen

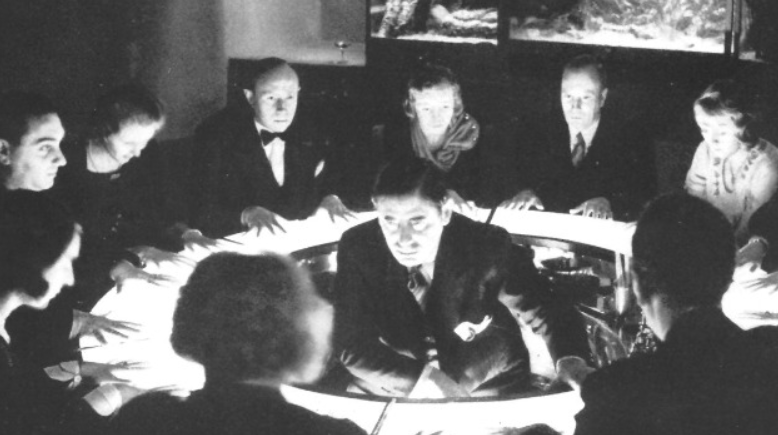
Hanussen w środku

Erik Jan Hanussen, właśc. Hermann Steinschneider (ur. 2 czerwca 1889 w Wiedniu, zm. 25 marca 1933 w Berlinie) – austriacki iluzjonista i mentalista pochodzenia żydowskiego, uznawany za jasnowidza, utrzymujący kontakty z nazistami. Trafnie przepowiedział dojście Adolfa Hitlera do władzy w styczniu 1933 i pożar Reichstagu w lutym 1933; przez prasę lewicową nazwany „prorokiem Hitlera”. Zamordowany w niewyjaśnionych okolicznościach.

## Życiorys
Hanussen miał opowiadać o dzieciństwie spędzonym w wędrownej grupie aktorskiej, do której należeli jego rodzice. Jednocześnie miał utrzymywać, że był duńskim arystokratą. W rzeczywistości był Austriakiem pochodzenia żydowskiego.
W 1914 po wybuchu I wojny światowej wstąpił do wojska i walczył na froncie wschodnim. Przebywając ranny w szpitalu zabawiał innych pacjentów pokazami hipnozy czy stawianiem horoskopów. Po zakończeniu wojny stworzył objazdowy spektakl.
Od 1929 przybywał w Berlinie, gdzie występował w seansach hipnozy i czytania myśli, pracował również dla klientów indywidualnych. W swojej pracy miał używać podsłuchów. Założył własne pismo okultystyczne Hanussens B. W. Hellseher Zeitung, w którym publikował analizy astrologiczne politycznego życia Niemiec, a także porady indywidualne. Niektóre prognozy polityczne Hanussena okazywały się trafne – np. we wrześniu 1932 Hanussen prawidłowo przepowiedział tryumf nazistów, a 1 stycznia 1933 obwieścił, że Hitler dojdzie do władzy 30 stycznia – co zyskało mu przydomek „proroka Hitlera” nadany przez dziennikarzy prasy lewicowej. Hanussen utrzymywał kontakty z przywódcami SA i miał im często udzielać pożyczek (m.in. szefowi berlińskiej policji von Helldorfowi).
Hanussen czasami współpracował z medium Marią Paudler, która podczas seansu spirytystycznego miała wizję pożaru zidentyfikowanego jako płonący Reichstag. 26 lutego 1933 prasa donosiła, że Hanussen przepowiedział pożar wywołany przez komunistów.
Prawie miesiąc po pożarze gmachu Reichstagu, 24 marca 1933, Karl Ernst wydał rozkaz aresztowania Hanussena. Hanussen został zabity w niewyjaśnionych okolicznościach, a jego ciało odnaleziono później w lesie pod Berlinem. Według jednej z teorii Hitler miał zlecić zabójstwo Hanussena, według innej Ernst działał na własną rękę lub na zlecenie von Helldorfa, a zabójstwo Hanussena miało tak wzburzyć Hitlera, że ten wydał rozkaz zabicia Ernsta.

## Publikacje
- 1930: Meine Lebenslinie, Berlin

## Filmy o Hanussenie
- 1955: Hanussen – w reżyserii Georga Marischki i Otto Wilhelma Fischera, który również odtwarzał rolę Hanussena[11]
- 1988: Hanussen – w reżyserii Istvána Szabó, w roli Hanussena wystąpił Klaus Maria Brandauer[12]
- 2001: Niezwyciężony – w reżyserii Wernera Herzoga, w roli Hanussena Tim Roth[13]

## Literatura dodatkowa
- Bruno Frei: Der Hellseher. Leben und Sterben des E.J.H. Strasbourg: Sebastian Brant, 1934. Brak numerów stron w książce (Wznowienie: Bruno Bruno: Der Hellseher. Leben und Sterben des E.J.H. Köln: Prometh, 1980. ISBN 3-922009-33-6. (niem.). Brak numerów stron w książce)
- Wilfried Kugel: Hanussen – Die wahre Geschichte des Hermann Steinschneider. 1998. ISBN 3-928234-75-7. (niem.). Brak numerów stron w książce
- Mel Gordon: Hanussen: Hitler’s Jewish Clairvoyant. 2001. ISBN 0-922915-68-7. (ang.). Brak numerów stron w książce